# George Cadle Price
George Cadle Price (ur. 15 stycznia 1919 w Belize City, zm. 19 września 2011 tamże) – belizeński polityk, pierwszy minister kolonii Honduras Brytyjski w latach 1961–1964, premier Hondurasu Brytyjskiego w latach 1964–1973, premier kolonii Belize w latach 1973–1981, pierwszy premier niepodległego Belize w latach 1981–1984. Po raz drugi pełnił tę funkcję w latach 1989–1993.